# Eunice Kirwa

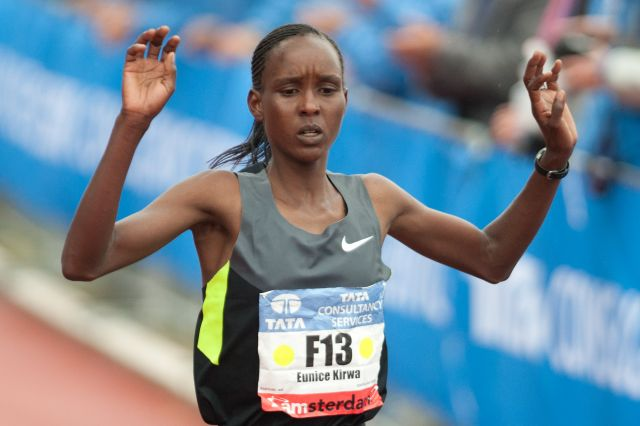
Eunice Kirwa finisht in 2012 als tweede in de marathon van Amsterdam.

Eunice Jepkirui Kirwa (20 mei 1984) is een Bahreinse marathonloopster van Keniaanse komaf. Ze nam eenmaal deel aan de Olympische Spelen en won bij die gelegenheid een zilveren medaille. In 2013 kreeg ze de Bahreinse nationaliteit.

## Biografie

### Middellange afstand en 3000 m steeple
Op vijftienjarige leeftijd maakte Kirwa haar debuut bij de wereldkampioenschappen voor junioren U18 in 1999 op de 1500 m. Ze finishte als vijfde, terwijl haar landgenote Sylvia Kibet het zilver bemachtigde. Twee jaar later nam ze opnieuw deel aan dit kampioenschap, maar reikte toen niet tot de finale. In de jaren hierna kwam ze niet uit op grote internationale wedstrijden en probeerde zich toe te leggen op de 3000 m steeple. In 2004 werd ze tweede op de 2000 m steeple bij de North Rift provinciekampioenschappen en later dat jaar won ze een bronzen medaille op de 3000 m steeple bij de Keniaanse kampioenschappen.

### Wegwedstrijden
Sinds 2006 begon Kirwa zich te specialiseren op de weg en liep enkele wedstrijden in Noord-Amerika. Haar beste prestatie is een tijd van 32.52 op een 10 kilometerwedstrijd in Toronto. Vanaf 2007 tot en met 2012 liep ze verschillende wegwedstrijden in Brazilië, waarbij ze regelmatig het podium haalde en prijzengeld binnenhaalde.

### Marathon
In 2012 waagde Kirwa zich op de klassieke afstand. Haar eerste twee marathons won ze gelijk. In oktober dat jaar deed ze mee aan de marathon van Amsterdam, die ze liep in een persoonlijk record van 2:21.41. Hiermee finishte ze als tweede op een kleine halve minuut achterstand op de Ethiopische Meseret Hailu, die de wedstrijd won in 2:21.09. Het jaar erop werd ze tweede bij de marathon van Xiamen en behaalde ze een derde plaats bij de marathon van Parijs. In 2014 won ze de marathon op de Aziatische Spelen in Incheon met een tijd van 2:25.37. Op 8 maart 2015 won ze de marathon van Nagoya in een parcoursrecord van 2:22.08. In augustus dat jaar won ze een bronzen medaille bij de wereldkampioenschappen in Peking. Ze finishte deze wedstrijd in 2:27.39.

### Olympisch debuut
Op de Olympische Spelen van 2016 in Rio de Janeiro maakte Kirwa haar olympische debuut. Ze kwam uit op de marathon en finishte als tweede in 2:24.13 achter de Ethiopische Jemima Sumgong, die in 2:24.04 won.
Haar eerste race na de Spelen vond plaats in Nederland. Op 4 december 2016 wist zij de Montferland Run te winnen voor meervoudig wereldkampioene marathon Edna Kiplagat.
Haar man Joshua Kiprugut Kemei is eveneens een langeafstandsloper en samen hebben ze een zoon.

## Titels
- Aziatische Spelen kampioene marathon - 2014

## Persoonlijke records
Baan
| Onderdeel      | Prestatie | Datum         | Plaats   |
| -------------- | --------- | ------------- | -------- |
| 1500 m         | 4.27,4    | 29 juni 2001  | Nairobi  |
| 5000 m         | 16.42,02  | 7 juni 2006   | Belgrado |
| 10.000 m       | 33.25,8   | 27 juni 2003  | Nairobi  |
| 2000 m steeple | 6.33,0    | 12 juli 2003  | Nairobi  |
| 3000 m steeple | 10.18,3   | 19 maart 2005 | Kakamega |

Weg
| Onderdeel      | Prestatie    | Datum            | Plaats        |
| -------------- | ------------ | ---------------- | ------------- |
| 10 km          | 31.57        | 20 mei 2012      | Santos        |
| 15 km          | 48.37        | 4 december 2016  | 's-Heerenberg |
| 10 Eng. mijl   | 55.11        | 15 augustus 2010 | Vitória       |
| 20 km          | 1:04.33      | 7 februari 2016  | Marugame      |
| halve marathon | 1:06.46      | 30 april 2017    | Istanboel     |
| 25 km          | 1:23.46 (NR) | 12 maart 2017    | Nagoya        |
| 30 km          | 1:40.41 (NR) | 12 maart 2017    | Nagoya        |
| marathon       | 2:21.17 (NR) | 12 maart 2017    | Nagoya        |

## Palmares

### 1500 m
- 1999: 5e WK U18 - 4.27,62
- 2001: 7e in serie WK U18 - 4.29,46

### 10.000 m
- 2015:  Arabische kamp. in Manama - 32.40,47

### 5 km
- 2005:  Debbie Green in Wheeling - 16.40,3

### 10 km
- 2006:  Rancho Viejo Run in Santa Fe - 36.24
- 2007:  Circuito Caixa in Curitiba - 35.58
- 2007: 4e Corpore Sao Paulo Classic in San Pablo - 35.38
- 2008:  Carrera Tiradentes in Maringa - 33.07
- 2008:  Carrera Integración in Campinas - 33.44
- 2009:  Corrida Tribuna in Santos - 32.52
- 2009:  Corrida Integración in Campinas - 34.19
- 2009:  Circuito Caixa in Curitiba - 34.26
- 2009:  Corrida Internacional Ciudad de Manaus - 34.56
- 2009:  Corrida Panamericana in Rio de Janeiro - 34.48
- 2010:  Tribuna in Santos - 33.04
- 2010:  Corrida Integracao in Campinas - 33.02
- 2010:  Circuito Caixa in Curitiba - 34.22
- 2011:  Corrida Internacional de San Fernando in Punta del Este - 34.12
- 2011:  Corrida dos Reis in Cuiaba - 34.30
- 2011:  Carrera Tribuna in Santos - 32.07
- 2011:  Trofeo Independencia in San Pablo - 33.28
- 2011:  Circuito Caixa/CBAT in Uberlandia - 33.30
- 2011:  Corrida Integracao in Campinas - 33.38
- 2012:  Corrida dos Reis in Cuiaba - 34.35
- 2012:  Corrida Tribuna FM-Unilus in Santos - 31.57
- 2012:  Corrida Brasil in Sao Paulo - 32.47

### 15 km
- 2010:  São Silvestre in Sao Paulo - 51.42
- 2011:  São Silvestre in São Paulo - 50.58
- 2016:  Montferland Run - 48.37

### 10 Eng. mijl
- 2008:  Garoto - 56.29
- 2010:  Garoto - 55.11
- 2011:  Garoto - 55.43

### halve marathon
- 2007: 4e halve marathon van Isla Vitoria - 1:19.38
- 2007:  halve marathon van Salvador - 1:21.18
- 2008:  halve marathon van San Pablo - 1:15.08
- 2008:  halve marathon van Recife - 1:17.35
- 2008:  halve marathon van Belo Horizonte - 1:15.53
- 2008:  halve marathon van Sao Paulo - 1:15.00
- 2008:  halve marathon van Betim - 1:15.02
- 2009:  halve marathon van San Pablo - 1:13.34
- 2009:  halve marathon van Rio de Janeiro - 1:14.07
- 2010:  halve marathon van Rio de Janeiro - 1:14.37
- 2010:  halve marathon van Campo Grande - 1:14.10
- 2011:  halve marathon van Rio de Janeiro - 1:10.29
- 2012:  halve marathon van Azpeitia - 1:08.39
- 2012:  halve marathon van Rio de Janeiro - 1:09.52
- 2013:  halve marathon van Lissabon - 1:08.59
- 2013:  halve marathon van Gifu - 1:10.09
- 2013:  halve marathon van Luanda - 1:10.57
- 2014: 4e halve marathon van Lissabon - 1:08.59
- 2014:  halve marathon van Luanda - 1:08.31
- 2015:  halve marathon van Manama - 1:11.02
- 2015:  halve marathon van Gifu - 1:09.37
- 2016:  halve marathon van Marugame - 1:08.06
- 2016:  halve marathon van Gifu - 1:08.55
- 2017:  halve marathon van Marugame - 1:08.07
- 2017:  halve marathon van Istanboel - 1:06.47

### 25 km
- 2008:  Corrida Cidade Aracajú - 1:31.49

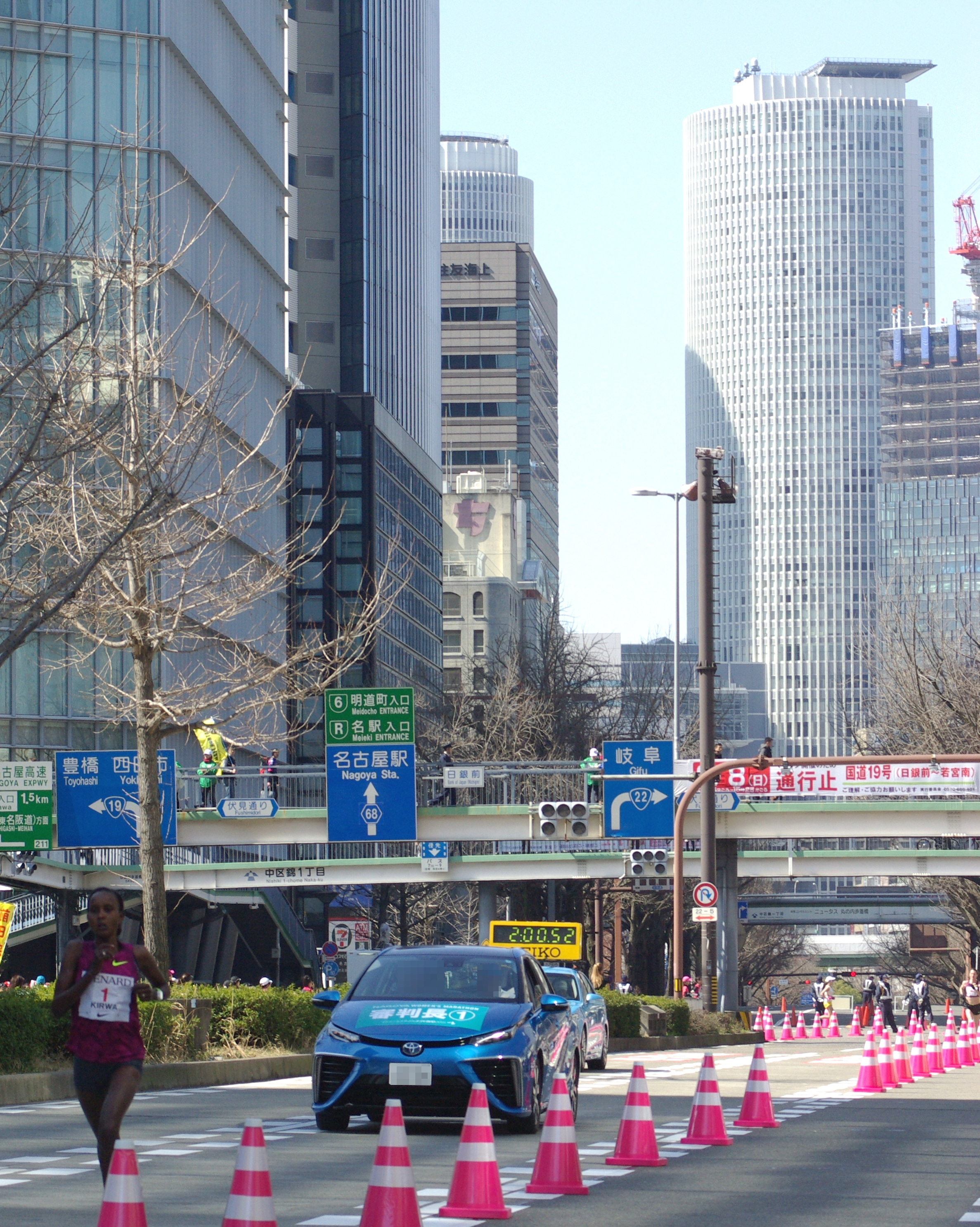
Eunice Kirwa tijdens de marathon van Nagoya in 2015.

### marathon
- 2012:  marathon van Kericho - onbekende tijd
- 2012:  marathon van Asunción - 2:33.42
- 2012:  marathon van Amsterdam - 2:21.41
- 2013:  marathon van Xiamen - 2:30.00
- 2013:  marathon van Parijs - 2:23.34
- 2013: 5e marathon van Frankfurt - 2:23.45
- 2014:  marathon van Lanzhou - 2:31.53
- 2014:  Aziatische Spelen - 2:25.37
- 2014:  marathon van Danzhou - 2:26.12
- 2015:  marathon van Nagoya - 2:22.08
- 2015:  WK - 2:27.39
- 2016:  marathon van Nagoya - 2:22.40
- 2016:  OS - 2:24.13
- 2017:  marathon van Nagoya - 2:21.17
- 2017: 6e WK - 2:28.17